# Danny Fantôme : L'Ultime Ennemi
Danny Fantôme : L'Ultime Ennemi (Danny Phantom: The Ultimate Enemy) est un jeu vidéo d'action développé par Altron édité par THQ, sorti en 2005 sur Game Boy Advance. Il est basé sur la série d'animation Danny Fantôme.

## Accueil
- IGN : 7,5/10[1]